# Tharrawaddy Min
Tharrawaddy Min; (14 de março de 1787 - 17 de novembro de 1846) foi o oitavo rei da Dinastia Konbaung da Birmânia. Era filho do rei Bodawpaya e da Princesa Min Kye.
Quando seu irmão mais velho Bagyidaw ascendeu ao trono em 1819, ele foi nomeado príncipe herdeiro Tharrawaddy. Ele lutou na Primeira Guerra Anglo-Birmanesa (1823-1826), durante o reinado de seu irmão. No final do reinado deste último, em 1837, ele fugiu para Shwebo, o lugar ancestral dos reis Konbaung, e se rebelou contra ele.
Tharrawaddy conseguiu derrubar Bagyidaw em abril e foi coroado rei. A Princesa Min Myat Shwe, uma neta de Hsinbyushin, com quem se casou em 1809, foi coroada como a rainha-chefe (Nanmadaw Mibaya Hkaungyi).
Em 1838 o governo da Índia britânica enviou o Coronel Bensom, para Amapura levando para o rei preciosos presentes e com a finalidade de discutir acordos comerciais e assuntos relacionados aos problemas de fronteira entre os dois países.
Mas o rei por cinco meses se recusou a recebe-lo, e fez transmitir ao Coronel Benson, que ele não iria respeitar o Tratado de Yandabo assinado por seu irmão, e que se Benson quisesse poderia permanecer em Amapura como um simples privado indivíduo.
Em 1841 o rei Tharrawaddy visitou Rangoon com um elevado número de soldados, o que preocupou os britanicos, pois receavam uma possível invasão do exército birmanês em Tenasserim.
Antes de retornar para Amarapura ele presenteou ao Pagode Shwedagon um sino de 42 toneladas chamado de Maha Tissada Gandha (Grande som doce de três toneladas) e 20 kg de ouro.
Seu reinado foi repleto de rumores de preparativos para uma nova guerra com os britânicos, que tinham adicionado Tenasserim aos seus domínios no ano de 1826.
No entanto, só em 1852, após Tharrawaddy ser sucedido por seu filho Pagan Min, que a Segunda Guerra Anglo-Birmanesa eclodiu.